# Vince Carter
Vincent Lamar „Vince” Carter (Daytona Beach, Florida, 1977. január 26. –) amerikai profi kosárlabdajátékos. Beceneve: Vinsanity.